# 1978 في السودان
فيما يلي الأحداث التي وقعت خلال عام 1978 في السودان:

## اقتصاد
- مايو، بدء بنك فيصل الإسلامي السوداني في مباشرة عمله فعليا في السودان.

## ثقافة
- أول دورة لمعرض الخرطوم الدولي.

## سياسة
- مارس، عين جعفر النميري بعض قادة المعارضة السابقين في اللجنة المركزية للاتحاد الاشتراكي السوداني ومنهم الصادق المهدي وحسن الترابي وعابدين إسماعيل وأحمد علي الميرغني
- 12 أبريل، توقيع اتفاقية (المصالحة الوطنية) بين المعارضة السودانية (الجبهة الوطنية) وحكومة السودان.
- سبتمبر، النميري يؤيد اتفاقية السلام المصرية ـ الإسرائيلية والصادق المهدي يستقيل من المكتب السياسي محتجا على ذلك ويغادر البلاد.
- 12 يوليو، إقالة اللواء جوزيف لاقو رئيس المجلس التنفيذي العالي.
- 17 اغسطس، إقالة الرائد أبو القاسم محمد إبراهيم النائب الأول لرئيس الجمهورية والأمين العام للاتحاد الاشتراكي السوداني، وتعين بدلا عنه اللواء عبد الماجد حامد خليل، وتعين حسن الترابي (قائد الإخوان المسلمين) نائبا عاما.